# Murfreesboro (Karolina Północna)
Murfreesboro – miasto w Stanach Zjednoczonych, w stanie Karolina Północna, w hrabstwie Hertford.